# Freistatt (film)
Freistatt è un film del 2015 diretto da Marc Brummund.

## Trama
Estate 1968. Un quattordicenne tedesco di una città di provincia della Bassa Sassonia si scopre innamorato di sua madre. Il suo patrigno lo identifica come un concorrente e lo porta a lo iscrive ad un collegio gestita da un'organizzazione cristiana dove lo psicotico direttore e gli altri insegnanti vogliono riportare i ragazzi sulla retta via. Stanco di vari soprusi subiti nel collegio, il ragazzo decide di fuggire e tornare a casa, ma i suoi genitori lo rispediscono indietro.

## Riconoscimenti
- 2013 - German Film Awards
  - Film Award in Gold
- 2015 - Baden-Baden TV Film Festival
  - MFG Star
- 2015 - Bavarian Film Awards[1]
  - Bavarian Film Award per il miglior giovane attore
- 2016 - German Screen Actors Awards
  - DSP Award per il miglior giovane attore